# Dasyscyphus mughonicola
Dasyscyphus mughonicola är en svampart som beskrevs av Svrcek 1967. Dasyscyphus mughonicola ingår i släktet Dasyscyphus och familjen Hyaloscyphaceae.   Inga underarter finns listade i Catalogue of Life.